# 乗福寺 (山県市)
乗福寺（じょうふくじ）は岐阜県山県市東深瀬にある毘沙門天を本尊とする高野山真言宗の寺院で、山号は南赫山。美濃新四国78番札所。
創建不詳、開基不明。ただし、寛文13年（1673年）寂と記した権大僧都秀遍の位牌があることから、それ以前の創建であると思われる。栄遍法印による中興が行われたが、明治2年4月28日に火災により焼失。同4年に再建された。
本尊のの他、弘法大師や地蔵菩薩、十王像が祀られている。